# Eledió
Eledió (grec moderne : Ελεδιώ) est un village chypriote situé dans le district de Paphos et comptant plus de 44 habitants.